# L’Estany
L'Estany település Spanyolországban, Barcelona tartományban. Lakosainak száma 401 fő (2024).

## Földrajza
L’Estany Santa Maria d’Oló, Muntanyola és Moià községekkel határos.

## Népesség
A település lakosságának változását az alábbi diagram mutatja:
| Lakosok száma | 209  | 497  | 443  | 457  | 386  | 405  | 390  | 407  | 406  | 401  |
|               | 1717 | 1887 | 1936 | 1960 | 1986 | 2004 | 2009 | 2014 | 2019 | 2024 |